# Petr Vrána
Petr Vrána (* 29. März 1985 in Šternberk, Tschechoslowakei) ist ein tschechischer Eishockeyspieler, der seit Januar 2019 beim HC Oceláři Třinec in der tschechischen Extraliga unter Vertrag steht.

## Karriere
Petr Vrána begann seine Karriere als Eishockeyspieler in der Nachwuchsabteilung des HC Olomouc, in der er bis 2001 aktiv war. Anschließend wechselte er in die Nachwuchsabteilung des HC Havířov, für dessen Profimannschaft er in der Saison 2001/02 sein Debüt in der tschechischen Extraliga gab. In sechs Spielen blieb er dabei punktlos und erhielt vier Strafminuten. Von 2002 bis 2005 spielte der Center für die Halifax Mooseheads, die ihn beim CHL Import Draft 2002 in der ersten Runde an elfter Position gezogen hatten, in der kanadischen Juniorenliga Ligue de hockey junior majeur du Québec. Vor allem in seinem ersten Juniorenjahr in Kanada konnte er überzeugen, als er in der Saison 2002/03 die Coupe RDS als Rookie des Jahres und die Trophée Michel Bergeron als bester Offensiver Rookie der LHJMQ erhielt. Zudem wurde er in das All-Rookie Team der Liga gewählt.

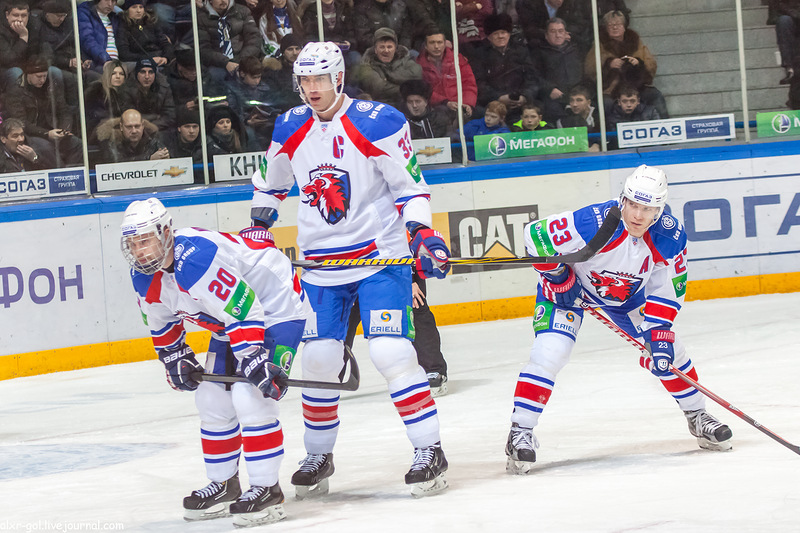
Petr Vrána, Zdeno Chára und Ľuboš Bartečko (v. l. n. r.) im Dezember 2012

In der Saison 2005/06 spielte Vrána in der American Hockey League für die Albany River Rats, das damalige Farmteam der New Jersey Devils, die ihn bereits im NHL Entry Draft 2003 in der zweiten Runde als insgesamt 42. Spieler ausgewählt hatten. Auch in den folgenden drei Jahren spielte der Tscheche überwiegend für New Jerseys neues AHL-Farmteam Lowell Devils, wobei er in der Saison 2007/08 am AHL All-Star Classic teilnahm. In der Saison 2008/09 erzielte er für die New Jersey Devils parallel in 16 Spielen ein Tor in der National Hockey League. Nach sieben Jahren in Nordamerika, kehrte der ehemalige Junioren-Nationalspieler zur Saison 2009/10 in seine tschechische Heimat zurück, wo er sich dem HC Vítkovice anschloss, mit dem er auf Anhieb Vizemeister wurde. Nach einer weiteren Spielzeit bei Vítkovice, wurde er für die Saison 2011/12 von Amur Chabarowsk aus der Kontinentalen Hockey-Liga verpflichtet. Für Amur absolvierte er in der Folge 46 KHL-Partien, in denen er 43 Scorerpunkte erzielte. Damit war er teamintern zweitbester Scorer hinter Jakub Petružálek.
Im Mai 2012 wurde Vrána vom HC Lev Prag mit einem Vertrag über zwei Jahre Laufzeit ausgestattet und erreichte mit dem tschechischen KHL-Teilnehmer 2014 das Play-off-Finale. Nach dem Rückzug des Klubs vor der Saison 2014/15 wechselte Vrána ligaintern zu Atlant Moskowskaja Oblast.  Aufgrund finanzieller Probleme des Klubs wurde Vrána im Dezember 2014 gegen Zahlung einer Entschädigung an Ak Bars Kasan abgegeben, wo Vrána bis Saisonende noch 42 Partien absolvierte. Im Sommer 2015 wechselte der Tscheche zu Brynäs IF in die Svenska Hockeyligan.
Seit Januar 2019 steht Vrána beim HC Oceláři Třinec in der tschechischen Extraliga unter Vertrag. Am Ende der Saison 2018/2019 gewann er mit dem Klub die tschechische Meisterschaft. Nach dem Tod seiner Ehefrau im März 2021 setzte er vom Spielbetrieb aus, kehrte zu den Playoffs in den Kader des Klubs zurück und gewann mit Třinec (als Mannschaftskapitän) seinen zweiten Meistertitel. Dem folgten 2022 und 2023 weitere Titelgewinne.

### International
Für Tschechien nahm Vrána an der U20-Junioren-Weltmeisterschaft 2005 teil. Im Turnierverlauf erzielte er in sieben Spielen fünf Tore und drei Vorlagen und führte sein Team als Mannschaftskapitän zum Gewinn der Bronzemedaille.
Mit der Herren-Auswahl spielte er bei den Weltmeisterschaften 2013 und 2017.

## Erfolge und Auszeichnungen

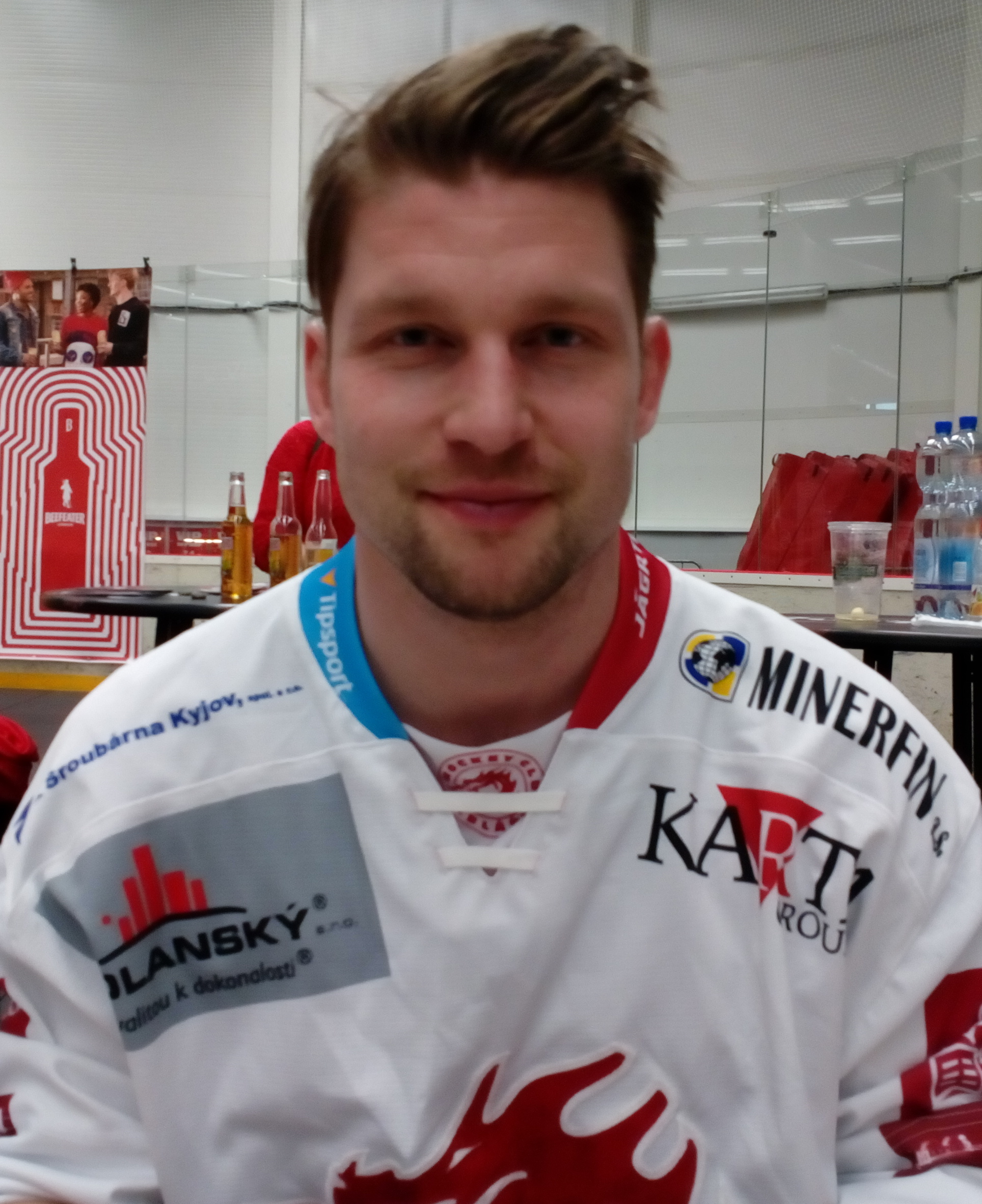
Petr Vrána (2019)

| - 2003 CHL Top Prospects Game - 2003 Coupe RDS - 2003 Trophée Michel Bergeron - 2003 LHJMQ All-Rookie Team - 2008 AHL All-Star Classic | - 2010 Tschechischer Vizemeister mit dem HC Vítkovice - 2019 Tschechischer Meister mit dem HC Oceláři Třinec - 2021 Tschechischer Meister mit dem HC Oceláři Třinec - 2022 Tschechischer Meister mit dem HC Oceláři Třinec - 2023 Tschechischer Meister mit dem HC Oceláři Třinec - 2024 Tschechischer Meister mit dem HC Oceláři Třinec |

### International
- 2005 Bronzemedaille bei der U20-Junioren-Weltmeisterschaft

## Karrierestatistik

### International
(Legende zur Spielerstatistik: Sp oder GP = absolvierte Spiele; T oder G = erzielte Tore; V oder A = erzielte Assists; Pkt oder Pts = erzielte Scorerpunkte; SM oder PIM = erhaltene Strafminuten; +/− = Plus/Minus-Bilanz; PP = erzielte Überzahltore; SH = erzielte Unterzahltore; GW = erzielte Siegtore; 1 Play-downs/Relegation; Kursiv: Statistik nicht vollständig)

## Persönliches
Petr Vrána war verheiratet und hat einen Sohn. Seine Ehefrau verstarb im März 2021 beim Versuch, einen Hundewelpen von einer Eisfläche zu retten.